# Sant Feliu Sasserra
Sant Feliu Sasserra és un poble, cap del municipi del mateix nom, a la comarca del Lluçanès, si bé adscrit administrivament a la del Bages. Està ubicat a l'oest de la regió de l'Alt Ter.
L'origen del nom del poble s'atribueix al fet que la primitiva església fou edificada damunt d'una roca anomenada la roca d'en Feliu, i que el seu carrer major s'ubicà en una corba del terreny en forma de serra. Aquest carrer formava part d'una antiga carrerada molt utilitzada pel bestiar que es desplaçava de les terres del Lluçanès cap al Bages i per sobre de la carretera que va d'Artés a Prats de Lluçanès, amb bones vistes de l'entorn.
En crear-se la comarca del Lluçanès s'hi va integrar, però 8 setmanes més tard, a finals de juny de 2023, en va sortir.

## Geografia
- Llista de topònims de Sant Feliu Sasserra (Orografia: muntanyes, serres, collades, indrets..; hidrografia: rius, fonts...; edificis: cases, masies, esglésies, etc).

## Llocs d'interès
L'edifici més notable de Sant Feliu és l'antiga casa del consell i jurats del Lluçanès, que fou la seu de la sotsvegueria i ara és la casa de la vila. És de principis del segle xvii i té una façana renaixentista.
L'església, dedicada a Sant Feliu, és principalment d'estil gòtic tardà, però té afegits moderns i un portal romànic del segle xii.
Hi ha alguns masos importants i diverses cases antigues, algunes amb finestres gòtiques i d'altres amb llindes de pedra del segle xviii.
- Centre d'interpretació de la bruixeria
- Casa de Sant Pere Almató
- Serrat de les forques
- Capella de Santa Magdalena
- Castell medieval de Sa Cirera
- Serrat Llobater

## La fira de les bruixes
La fira de les bruixes se celebra anualment el 31 d'octubre i 1 de novembre a Sant Feliu Sasserra des del 1999. La festivitat recorda la persecució que van patir les dones que practicaven la bruixeria al municipi durant els segles xvi i xvii. Hi ha constància que entre el 1618 i 1638 a Sant Feliu Sasserra es van processar 23 dones i almenys sis d'elles foren executades al proper serrat de les Forques. Les activitats comencen la nit del 31 d'octubre a la Plaça de l'Església amb la invocació de la festa, un espai que s'anomena Fes-ta Bruixa. El dia 1 de novembre els carrers del poble s'omplen de gom a gom. Les parades d'artesans, les tarotistes, la decoració de les façanes de les cases, la taverna esòterica i els múltiples personatges caracteritzats com en Tarragó que es passegen per Sant Feliu, ens traslladem als temps passats. A les set de la tarda s'escenifica un judici i un suplici. Durant la fira el Centre d'Interpretació de la Bruixeria fa una jornada de portes obertes.

## Demografia
| 1497 f | 1515 f | 1553 f | 1717 | 1787 | 1857 | 1877 | 1887 | 1900 | 1910 |
| ------ | ------ | ------ | ---- | ---- | ---- | ---- | ---- | ---- | ---- |
| -      | 26     | -      | 554  | 674  | 932  | 774  | 784  | 559  | 570  |

| 1920 | 1930 | 1940 | 1950 | 1960 | 1970 | 1981 | 1990 | 1992 | 1994 |
| ---- | ---- | ---- | ---- | ---- | ---- | ---- | ---- | ---- | ---- |
| 592  | 691  | 739  | 672  | 729  | 591  | 674  | 666  | 652  | 652  |

| 1996 | 1998 | 2000 | 2002 | 2004 | 2006 | 2008 | 2010 | 2012 | 2014 |
| ---- | ---- | ---- | ---- | ---- | ---- | ---- | ---- | ---- | ---- |
| 642  | 648  | 657  | 656  | 653  | 622  | 633  | 661  | 660  | 626  |

| 2016 | 2018 | 2020 | 2022 | 2024 | 2026 | 2028 | 2030 | 2032 | 2034 |
| ---- | ---- | ---- | ---- | ---- | ---- | ---- | ---- | ---- | ---- |
| 612  | 600  | 605  | 611  | 629  | -    | -    | -    | -    | -    |

## Política

### Administració
| Període     | Alcalde o alcaldessa                     | Partit polític                 | Data de possessió | Observacions |
| ----------- | ---------------------------------------- | ------------------------------ | ----------------- | ------------ |
| 1979–1983   | Joan Ruch Fuster                         | CIU                            | 19/04/1979        | --           |
| 1983–1987   | Josep Casanova Boatella                  | Independent                    | 28/05/1983        | --           |
| 1987–1991   | Josep Casanova Boatella/Joan Badia Benet | Independent                    | 30/06/1987        | --           |
| 1991–1995   | Joan Tarres Obradors                     | CIU                            | 15/06/1991        | --           |
| 1995–1999   | Joan Tarres Obradors                     | CIU                            | 17/06/1995        | --           |
| 1999–2003   | Andreu Riba Terra                        | ERC                            | 03/07/1999        | --           |
| 2003–2007   | Andreu Riba Terra                        | ERC                            | 14/06/2003        | --           |
| 2007–2011   | Andreu Riba Terra                        | ERC                            | 16/06/2007        | --           |
| 2011–2015   | Josep Romero Beltran                     | ERC                            | 11/06/2011        | --           |
| 2015–2019   | Joan Ramon Soler Obradors                | Amunt-AM                       | 13/06/2015        | --           |
| 2019-2023   | Josep Romero i Beltran                   | ERC                            | 15/06/2019        | --           |
| Des de 2023 | Joan Ramon Domenech Perarnau             | Ara Sant Feliu-Ara Pacte Local | 17/06/2023        | --           |